# Wasyl Slobodjan
Wasyl Mychajlowycz Słobodjan (ukr. Василь Михайлович Слободян, ur. 28 września 1951 we Lwowie) – ukraiński historyk architektury i historyk lokalny. Doktor nauk historycznych (2006).

## Biografia
W 1973 r. ukończył Lwowski Instytut Politechniczny. Od 1990 r. pracuje w Ukraińskim Regionalnym Specjalistycznym Instytucie Naukowo-Restauracyjnym „Ukrzachidproektrestawratcija” jako inżynier projektant systemów elektronicznych; kompilator i redaktor naczelny biuletynu instytutu „Ukrzachidproektrestawratcija” (1993–2009); kierownik działu wydawniczego, główny specjalista naukowy.
Był przedstawicielem Ukrainy we wspólnej komisji ds. wpisania ukraińskich drewnianych cerkwi na listę światowego dziedzictwa UNESCO. Jako członek zespołu badaczy opracował historyczne podstawy rekonstrukcji zespołu architektonicznego i etnograficznego Siczy Zaporoskiej w Chortycy.

## Prace
Od 1988 roku prowadzi badania historyczne, w szczególności nad budownictwem sakralnym w Ukrainie i na jej ziemiach etnicznych za granicą.
Słobodjan jest autorem ponad 120 prac naukowych z zakresu historii architektury. Opracował i opublikował biografie ukraińskich architektów Romana Hrycaja, Ołeksandra Łuszpynskiego i Wasyla Nahirnego.
Monografie
- Церкви українців Румунії (1994)
- Холмщина і Підляшшя (1997, współautor)
- Синагоги України (1998)
- Жовківщина: історико-архітектурні описи церков (1998)
- Церкви України: Перемиська єпархія (1998)
- Українські церкви Бродівського району (2000, współautor)
- Церкви Турківського району (2003)
- Храми Рогатинщини (2004)
- Церкви Холмської єпархії (2005)
- 100 церков Нагірних (2 części, 2013—2015, współautor)
- Історія церков села Добряни (2014)
- Історія Устя Зеленого та його церков (2018)
- Українські дерев'яні церкви в рисунках Антона Вариводи (2020)
- Атлас українських історичних міст (2020, współautor)

## Nagrody
- Nagroda im. Dmytra Jawornickiego (2010)[5][9]